# Romny
Romny (ukrajinsky Poмни, rusky Ромны) jsou město na Ukrajině v Sumské oblasti. Městem protéká řeka Romen.

## Historie
První záznamy o městu pochází z roku 1096. Do roku 1638 mělo město přes 6000 obyvatel, což bylo nejvíce osídlené místo v tamní oblasti. V roce 1781 začaly být Romny upřednostňované Kateřinou Velikou. V době mezi lety 1979–1989 vzrostl počet obyvatel z 53 016 na 57 502.

## Památky
Katedrála svatého Ducha založená v roce 1735 je čtyřsloupová katedrála navržená v ukrajinském barokním stylu a je zvýrazněná třemi cibulovitými kopulemi, každá je umístěna na vysokém válci. Z této katedrály se poprvé rozezněl zvon až roku 1780.
Pozoruhodný je také kostel Nanebevzetí, který má také tři kopule, ale byl postaven později, v letech 1795–1801. Vedle kostela stojí barokní zvonice stavěná v letech 1753–1763.

## Slavní Romnané
- Borys Antonenko-Davydovyč - ukrajinský spisovatel
- Pjotr Rutenberg – inženýr, podnikatel, člen strany socialistů-revolucionářů a sionistický vůdce
- Joachim Stutschewsky – rakouský skladatel a muzikolog
- Abram Joffe – sovětský a ruský fyzik
- Grigorij Sokolnikov – sovětský politik a diplomat
- Veniamin Briskin – sovětský malíř
- Chajim Arlozorov – vůdce dělnického sionismu, čelný představitel Židovské agentury
- Alexandr Jakovlevič Tairov – divadelní režisér, zastánce syntetického herectví a manžel herečky Alisy Georgijevny Koonenové